# ルキウス・コルネリウス・バルブス (紀元前40年の補充執政官)
ルキウス・コルネリウス・バルブス（ラテン語: Lucius Cornelius Balbus、生没年不明）は紀元前1世紀中期の共和政ローマの政治家・軍人。紀元前40年に補充執政官（コンスル・スフェクト）を務めた。

## 出自
バルブスはヒスパニア・ウルテリオルのガデスで生まれた。フェニキアに起源を持つ裕福な一族であった。クィントゥス・セルトリウスとの戦争に貢献したことで、ポンペイウスからローマ市民権を与えられている。おそらく紀元前72年に、ポンペイウスが与えたローマ市民権を正式なものと認める法律を制定した、グナエウス・コルネリウス・レントゥルス・クロディアヌスの氏族名を自身の氏族名としたのであろう。また、元の名前と似ているバルブス（Balbus、吃音の意味でアティリウス氏族が使っている）をコグノーメン（第三名、家族名）としたと思われる。

## 経歴
青年期には、ガイウス・メンミウス（ポンペイウスの義兄）の隷下でマリウス派のセルトリウスと戦った。セルトリウスの反乱が鎮圧されるまで、ポンペイウス軍で戦っている。紀元前72年のゲッリウス・コルネリウス法（lex Cornelia Gellia）により、バルブスは父、弟プブリウス、甥ルキウスと共に、正式なローマ市民となった。バルブスは後にルキウス・コルネリウス・レントゥルス・クルス（紀元前49年執政官）の友人となっており、歴史学者はこれがローマ政界に進出するきっかけとなったと考えている。バルブスはプレブス（平民）ではあるが、エクィテス（騎士階級）に所属することとなった。
紀元前69年から紀元前68年にかけて、クァエストル（財務官）となったカエサルがヒスパニアに赴任してきたが）、このとき友人関係となった。紀元前62年から紀元前60年には、カエサルの下で、ヒスパニア・ウルテリオルのプラエフェクトゥス・ファブルム（工兵隊長）を務めた。カエサルはバルブスを尊敬しており、その故郷であるガデスに様々な便宜をはかった。
紀元前60年、カエサルはクラッスス、ポンペイウスと第一回三頭政治を結成するが、バルブスはカエサルに代わって、これを支持するようキケロと交渉している。紀元前59年には、ポンペイウスの支持者であるテオファネスという人物の養子となった。同年、アシア属州総督ルキウス・ウァレリウス・フラックスが権力乱用罪（crimen de repetundis）で告訴された際には、バルブスはその告発人の一人となっている。それ以前にも、バルブスはフラックスに対する民事訴訟を起こしていたが、後にフラックスはバルブスを相続人としている。
カエサルがガリア征服を開始すると、バルブスは再びプラエフェクトゥス・ファブルムとしてこれに従った。紀元前58年にキケロはローマから追放されるが、バルブスはその間にキケロの親族を支援している。カエサル、ポンペイウス双方と友人関係に会ったバルブスは、大金を入手できたが、それが妬みの対象となっていた。紀元前56年には出身地ガデスの一住民から市民権乱用で告訴されたが、ポンペイウス、クラッスス、キケロの弁護で無罪となっている。
紀元前56年以降、バルブスはカエサルの側近となった。紀元前49年にカエサルとポンペイウスの内戦が始まった後も、バルブスはローマに残り、カエサルのために外交活動を続けた。内戦とそれに続くカエサルのディクタトル・ペルペトゥオ（終身独裁官）時代、バルブスは騎士階級で元老院議員ではなかったにもかかわらず、カエサルの代理人として事実上のローマの支配者であった。この間カエサルはほとんど外征でローマにいなかったが、バルブスとカエサルは暗号を使って文通していた。紀元前48年から紀元前47年にかけて、ブルンディシウムに滞在していたキケロは、バルブスを通してローマへの帰還の可能性について交渉し、彼の許しを得て、彼はバルブスに他のポンペイウス派の人々を帰還させるように求め続けた。カエサルに代わって、バル部スは主に財政問題を扱い、またキケロとのやりとりの仲介役を務めた。紀元前44年の初め、バルブスはカエサルに、元老院が送った特使に対して座ったまま面談するよう進言し、特使たちの間に深刻な不満を生じっせた。
カエサルの暗殺後、バルブスはカエサル派の会議で、暗殺者たちへの即時の復讐を求めたが、マルクス・アントニウスはバルブスの意見を支持しなかった。カエサルの後継者に指名されたオクタウィアヌスがイタリアに到着すると、バルブスは彼と会い、オクタウィアヌスに味方した。間もなく、両者は共にローマに行き、積極的に政治活動に参加し、またアウルス・ヒルティウスに『ガリア戦記』の続編を書かせた。
紀元前41年から紀元前40年にかけて、バルブスは法務官代理権限で、オクタウィアヌスが管轄するヒスパニアの総督を務めた。紀元前40年には、ルキウス・アントニウス（マルクス・アントニウスの弟）の行動を監視するために、正式に彼の部下となっている。同年、バルブスは補充執政官となる。イタリア出身者以外が執政官になるのは、これが初めてであった。フィリッピの戦いで三頭政治側が勝利すると、同じく補充執政官となったプブリウス・カニディウス・クラッススと共に、これを記念して感謝祭を実施している。その後、バルブスはカプアのパトロネスとなっている。

## 参考資料

### 古代の資料
- マルクス・トゥッリウス・キケロ『バルブス弁護』

### 研究書
- Münzer F. Cornelius 69 // Paulys Realencyclopädie der classischen Altertumswissenschaft . - 1900.